# Léon Leenhoff

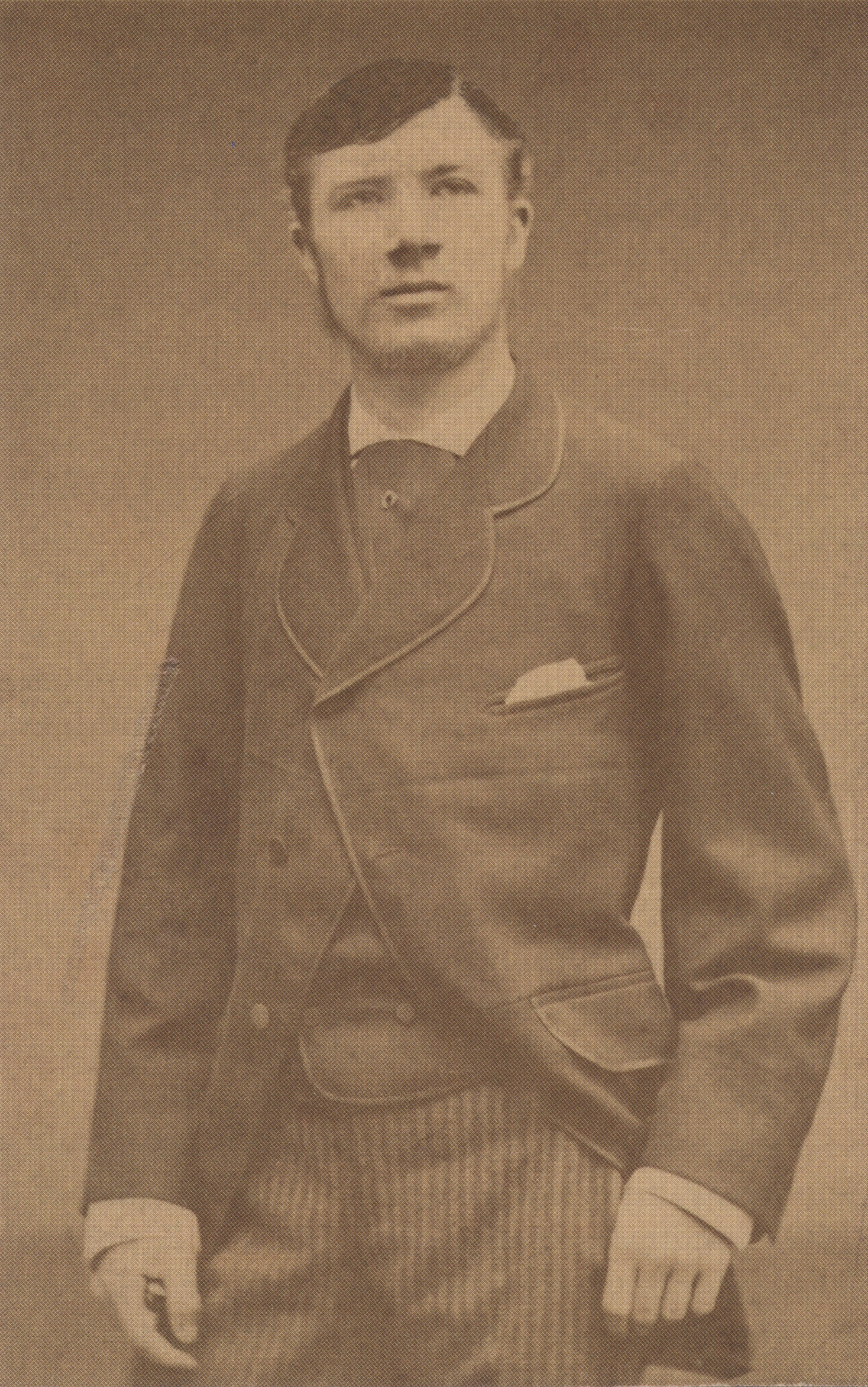
Léon Leenhoff, Carte-de-visite 19. Jahrhundert

Léon Leenhoff (eigentlich Léon-Édouard Koëlla) (* 29. Januar 1852 in Paris; † 3. September 1927 in Bizy (heute Ortsteil von Vernon) im Département Eure) war in seiner Kindheit und als junger Erwachsener ein häufiges Modell auf Bildern des französischen Malers Édouard Manet.

## Leben
Léon Leenhoff kam als Sohn der niederländischen Klavierlehrerin Suzanne Leenhoff in Paris zur Welt. Sie gab als Vater von Léon einen gewissen Koëlla an, dessen Identität ungeklärt ist. Infrage kämen etwa die in Paris lebenden Musiker Giovanni Koëlla (1818–1882) oder Gustave-Adolphe Koëlla (1822–1905). Die Patenschaft des Kindes übernahm der Maler Édouard Manet, dessen jüngere Brüder Eugène und Gustave von Suzanne Leenhoff im Klavierspiel unterrichtet wurden. Léon Leenhoff lebte zunächst zusammen mit seiner Mutter und deren Brüdern, dem Bildhauer Ferdinand Leenhoff und dem Maler Rudolph Leenhoff, sowie der Großmutter Martina Ilcken in einer Wohnung. Seit 1860 lebten Suzanne und Léon Leenhof zusammen mit Édouard Manet in einer Wohnung in der Pariser Rue de l’Hôtel-de-Ville, was jedoch vor der Öffentlich verborgen wurde. Nach dem Tod von Manets Vater 1862 entschieden sich Édouard Manet und Suzanne Leenhof zur Hochzeit, die am 28. Oktober 1863 in Zaltbommel stattfand. Nach ihrer Rückkehr nach Paris lebte das Paar zusammen mit Leon Leenhoff zunächst am Boulevard des Batignolles Nr. 34. Wenig später zogen sie zusammen mit Manets Mutter in die Rue de Saint-Pétersbourg Nr. 49. Léon wurde als jüngerer Bruder Suzannes mit dem Namen Léon Leenhoff in die Familie und die Pariser Gesellschaft eingeführt. Viele Autoren haben angenommen, dass Édouard Manet der Vater von Léon war; neuere Forschungen vermuten eine Vaterschaft von Auguste Manet.
Nachdem Léon in der Familie Manet aufwuchs, arbeitete er zunächst im Bankhaus des Vaters von Edgar Degas. 1881 eröffnete Léon Leenhoff ein eigenes Bankhaus, was jedoch auf Grund finanzieller Probleme bald wieder schließen musste. Als Édouard Manet krankheitsbedingt bettlägerig wurde, pflegte Léon seinen Patenonkel. Nach dem frühen Tod Édouard Manets 1883 half Léon bei den Vorbereitungen zur großen Gedächtnisausstellung seiner Werke im folgenden Jahr. Léon war ein wichtiger Zeitzeuge und unterstützte die Biografen von Édouard Manet bei der Identifizierung der Gemälde und konnte wichtige Informationen über deren Entstehung weitergeben.
Später betrieb Léon Leenhoff ein Geschäft für Kleintierbedarf und Angelzubehör und lebte bis zum Tod seiner Mutter (1906) mit ihr zusammen. Danach nahm er seinen Taufnamen Léon Koëlla an und heiratete mit 54 Jahren Marie Fanfillon (1852–1917). Nachdem er sich zur Ruhe gesetzt hatte, verbrachte er die letzten Lebensjahre in der Normandie und starb dort 1927 kinderlos.
Léon Leenhoff ist auf siebzehn Bildern Edouard Manets dargestellt, darunter folgende Hauptwerke:

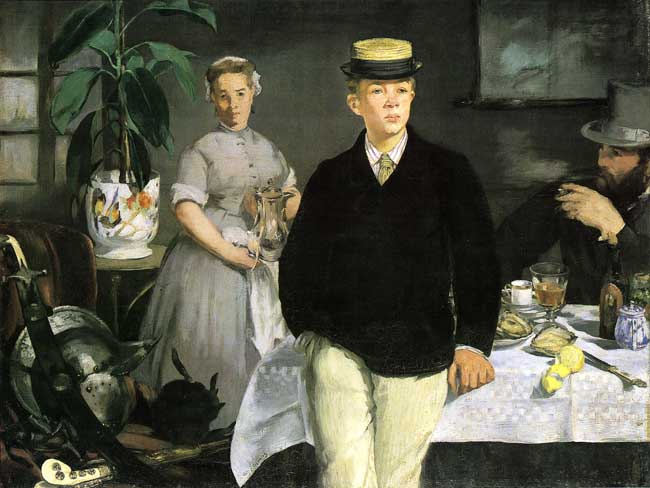
Déjeuner dans l’Atelier

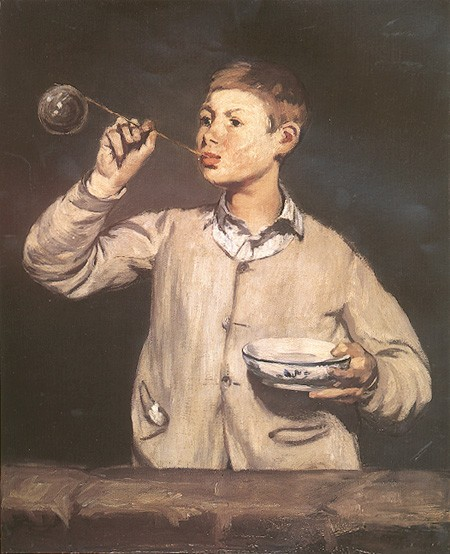
Garcon aux Bulles de Savon

Jeunne Homme à la Poire (Léon Leenhoff)

- Birnenschäler Porträt Leon Leenhoff / Jeunne Homme à la Poire
- Balkon / Le Balcon
- Frühstück im Atelier / Déjeuner dans l’Atelier
- Spanische Cavaliere / Cavaliers Espagnols
- Knabe mit Schwert / Garçon à l'épée
- Der Fischfang / La Pêche
- Die Seifenblasen / Garcon aux Bulles de Savon
- Musik in den Tuilerien / Musique aux Tuileries
- Die Lektüre / La Lecture